# 刘翼 (汉赵)
刘翼（?—?），中国五胡十六国漢國皇族。新兴（今山西省忻州）匈奴人。刘聪子。
光兴元年（310年），汉国皇帝刘聪封自己的儿子刘粲为河内王，刘易为河间王，刘翼为彭城王，刘悝为高平王。刘粲任抚军大将军、都督中外诸军事。以石勒任并州刺史，封汲郡公。嘉平二年（312年），河间王刘易为车骑将军，彭城王刘翼为卫将军，一起统领皇宫禁卫。高平王刘悝为征南将军，镇守离石；济南王刘骥为征西将军，筑西平城驻守；魏王刘操为征东将军，镇守蒲子。其后事迹不详，刘聪死后，刘聪的儿子多被刘粲和靳准杀害。

## 资料来源
- 《资治通鉴》晋纪